# Maximul modern

Istoric al numărului de pete solare observate, care arată recenta creștere a activității solare.

Maximul modern se referă la perioada actuală de activitate solară relativ ridicată. A început în jurul anului 1950. Această perioadă este un exemplu de variație solară și una dintre multele pe care Soarele le-a cunoscut în trecut.